# Proaphelinoides elongatiformis
Proaphelinoides elongatiformis är en stekelart som beskrevs av Girault 1917. Proaphelinoides elongatiformis ingår i släktet Proaphelinoides och familjen växtlussteklar. Inga underarter finns listade i Catalogue of Life.